# هلن گهگن داگلاس
هلن گـِهـِگـِن داگلاس (انگلیسی: Helen Gahagan Douglas؛ ۲۵ نوامبر ۱۹۰۰ – ۲۸ ژوئن ۱۹۸۰) هنرپیشه و سیاست‌مدار اهل ایالات متحده آمریکا بود.
از فیلم‌هایی که وی در آن‌ها نقش داشته است می‌توان به شی (۱۹۳۵) اشاره نمود.